# 포항병원
포항병원(浦項病院)은 경상북도 포항시 남구 오천읍 충무로 70에 있는 해군 본부의 군사 병원이다. 포항을 중심으로 다치거나 질병을 앓는 해군 군인들을 수용하고 있으며, 포항병원장은 중령이 맡고 있다

## 연혁[2]
- 1949년 4월 15일 - 인천에서 제2해군병원 창설.
- 1950년 - 한국전쟁 발발로 전라남도 목포·강원도 원산·경기도 인천 등지로 이전.
- 1964년 - 포항으로 이전하고 포항해군병원으로 개명.
- 1971년 - 개명 《국방부 직속 국군포항통합병원》.
- 1984년 - 개명 《국방부 국군의무사령부 국군포항병원》.
- 2000년 1월 1일 - 개명 《국방부 해군본부 포항병원》.

## 진료 과목
- 내과
- 정신건강의학과
- 외과
- 정형외과
- 신경외과
- 안과
- 이비인후과
- 비뇨기과
- 마취통증의학과
- 영상의학과
- 진단검사의학과
- 피부과
- 치과
- 신경과

## 참고
1. ↑  김성배 (2010년 6월 16일). “정하태 경주보훈지청장 포항해군병원 방문”. GBN 경북방송. 2015년 1월 31일에 확인함.
2. ↑  이석종 (2008년 3월 26일). “해군포항병원 첨단시설로 재탄생”. 국방일보. 2015년 1월 31일에 확인함.[깨진 링크(과거 내용 찾기)]